# Theridion incertum
Theridion incertum là một loài nhện trong họ Theridiidae.
Loài này thuộc chi Theridion. Theridion incertum được Octavius Pickard-Cambridge miêu tả năm 1885.